# Люкке, Ивар
Ивар Люкке (норв. Ivar Lykke; 9 января 1872, Тронхейм, Тронхейм — 4 декабря 1949, Тронхейм) — норвежский государственный и политический деятель. Член Консервативной партии, работал премьер-министром Норвегии с 1926 по 1928 год. Также был президентом Стортинга с 1919 по 1927 год.

## Биография
В 1940 году был членом президиума Стортинга и сменил Карла Йоакима Хамбро на должности президента Стортинга в изгнании.
27 июня 1940 года вместе с другими членами президиума парламента подписал обращение к королю Хокону VII. В то время президиум состоял из президентов и вице-президентов Стортинга и Лагтинга).
После окончания Второй мировой войны подвергся критике за действия в 1940 году со стороны парламентской комиссии по установлению фактов. В 1947 году лечился от рака.
Во время визита короля Хокона VII в Тронхейм в 1947 году он отклонился от своей официальной программы, чтобы навестить Ивара Люкке, который во время встречи сказал королю: «Ты можешь поверить, что нам пришлось нелегко здесь, в Норвегии, летом 1940 года». Король Хокон VII ответил: «Именно поэтому я и пришёл к тебе, дорогой Ивар Люкке», и протянул вперед руку для приветствия.